# 지시 함수

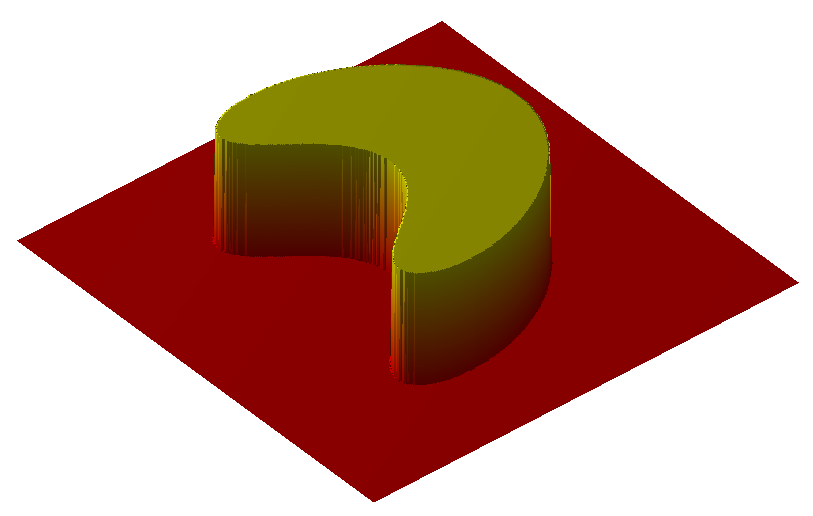
2차원 집합의 지시 함수의 그래프.

수학에서 지시 함수(指示函數, 영어: indicator function), 정의 함수(定義函數), 또는 특성 함수(特性函數, 영어: characteristic function)는 특정 집합에 특정 값이 속하는지를 표시하는 함수로, 특정 값이 집합에 속한다면 1, 속하지 않는다면 0의 값을 가진다. 기호 1이나 I로 표기되며 아래첨자로 나타내는 집합을 표시한다. 때로는 굵은글씨 또는 칠판 볼드체로 쓰인다.

## 정의
집합 {\displaystyle X}의 부분 집합 {\displaystyle A}에 대한 지시 함수
{\displaystyle \mathbf {1} _{A}\colon X\to \{0,1\}}
는 다음과 같은 함수이다.
{\displaystyle \mathbf {1} _{A}(x):={\begin{cases}1&x\in A\\0&x\notin A\end{cases}}}
또한 아이버슨 괄호 표기법으로 지시 함수{\displaystyle \mathbf {1} _{A}(x)}를 {\displaystyle [x\in A]}으로 나타낼 수 있다.
지시 함수는 {\displaystyle \mathbf {1} _{A}} 외에도 {\displaystyle \mathbf {I} _{A}(x)},{\displaystyle \chi _{A}(x)}, KA 또는 간단하게 {\displaystyle A}로 표기할 수 있다.(그리스 문자 χ는 '특성(characteristic)'이라는 말의 그리스어 어원χαρακτήρ의 첫 글자이다)
{\displaystyle X}에서 정의된 모든 지시함수는 {\displaystyle X}의 멱집합 {\displaystyle {\mathcal {P}}(X)}으로 정의할 수 있으며, 결과적으로 두 집합은 {\displaystyle 2^{X}}로 표기될 수 있다. 이것은 특별한 집합({\displaystyle Y=\{0,1\}=2})의 표기법{\displaystyle Y^{X}}이 모든 함수{\displaystyle f:X\to Y}의 집합을 표시하기 때문이다.

## 표기와 용어의 비평
- {\displaystyle 1_{A}}는 A의 항등함수를 표기할 때도 쓰인다.
- {\displaystyle \chi _{A}}는 볼록 해석학에서 특성함수를 표기할 때에도 쓰인다.

해석학에서 관련 개념은 가변수(dummy variables)이다.(수학에서 사용되는 바운드 변수라고도 하는"더미변수"(dummy varriables)와 헷갈리면 안 된다.)
특성함수라는 표현은 확률론에서는 전혀 관계없는 의미를 가진다. 이런 이유로, 다른 대부분의 수학자들은 특성함수라는 표현을 집합의 원소인지를 나타내는 함수로 나타내는 반면에 확률론자들은 지시 함수라는 용어를 거의 이 함수를 가리키는데 사용한다.

## 기본 속성
어떤 집합인 X의 부분집합인 A의 지시 함수 또는 특성함수는 X의 원소를 구간{0,1}으로 대응시킨다.
이 함수는 A가 공집합이 아닌 X의 진부분집합 일 경우에만 전사 함수이다. 만약A ≡ X이면
지시함수 1A = 1이다. 비슷하게 A ≡ Ø일때는 1A = 0이다.
다음에서 점은 곱셈을 의미한다 1·1 = 1, 1·0 = 0 등등. "+"와 "-"는 덧셈과 뻴셈을 나타낸다. {\displaystyle \cap }"과 "{\displaystyle \cup }"은 각각 교집합과 합집합을 나타낸다.
만약 {\displaystyle A}와 {\displaystyle B}가 {\displaystyle X}의 집합이라면 다음과 같다.
{\displaystyle \mathbf {1} _{A\cap B}=\min\{\mathbf {1} _{A},\mathbf {1} _{B}\}=\mathbf {1} _{A}\cdot \mathbf {1} _{B},}
{\displaystyle \mathbf {1} _{A\cup B}=\max\{{\mathbf {1} _{A},\mathbf {1} _{B}}\}=\mathbf {1} _{A}+\mathbf {1} _{B}-\mathbf {1} _{A}\cdot \mathbf {1} _{B},}
또한 {\displaystyle A}의 여집합, 즉 {\displaystyle A^{C}}의 지시함수는 다음과 같다:
{\displaystyle \mathbf {1} _{A^{\complement }}=1-\mathbf {1} _{A}}
더 일반적으로, {\displaystyle A_{1},\dotsc ,A_{n}}가 X의 부분집합들이라고 하면, 모든x ∈ X에 대해서 다음
{\displaystyle \prod _{k\in I}(1-\mathbf {1} _{A_{k}}(x))}
는 명백히 0들과 1들의 곱이다.이 곱은 x ∈ X가 집합Ak에 포함되지 않을 경우에만 1이고, 다른경우에는 0이다. 이것은 다음과 같다:
{\displaystyle \prod _{k\in I}(1-\mathbf {1} _{A_{k}})=\mathbf {1} _{X-\bigcup _{k}A_{k}}=1-\mathbf {1} _{\bigcup _{k}A_{k}}.}
이 식의 좌변을 확장하면 다음과 같다:
{\displaystyle \mathbf {1} _{\bigcup _{k}A_{k}}=1-\sum _{F\subseteq \{1,2,\dotsc ,n\}}(-1)^{|F|}\mathbf {1} _{\bigcap _{F}A_{k}}=\sum _{\emptyset \neq F\subseteq \{1,2,\dotsc ,n\}}(-1)^{|F|+1}\mathbf {1} _{\bigcap _{F}A_{k}}}
여기서 |F|는 F의 크기이다. 이것은 포함-배제 원리의 한 부분이다.
앞에서 보았듯이, 지시 함수는 조합론에서 유용한 표기 장치이다. 이 표기는 다른곳에서도 사용된다. 예를 들면 확률론이 있다: {\displaystyle X}가 확률 측정{\displaystyle \mathbb {P} }의 확률공간이고, {\displaystyle A}가 측정가능한 집합 일 때 {\displaystyle \mathbf {1} _{A}}는 인 확률변수가 되고, 기댓값이 {\displaystyle A}의 확률이 된다:
{\displaystyle \operatorname {E} (\mathbf {1} _{A})=\int _{X}\mathbf {1} _{A}(x)\,d\mathbb {P} =\int _{A}d\mathbb {P} =\operatorname {P} (A)}.
이 항등식은 마르코프 부등식의 증명에 사용된다.
순서론같이 많은 경우에서 지시함수의 역함수를 정의할 수 있다. 보통 초등 정수론에서 지시함수의 역함수, 뫼비우스 함수의 일반화로써 일반화된 뫼비우스 함수라고 불린다.(고전 재귀 이론에서 역함수의 활용에 대해서는 아래 단락을 참조하자.)

## 평균, 분산 그리고 공분산
확률 공간{\displaystyle (\Omega ,{\mathcal {F}},\mathbb {P} )}과 {\displaystyle A\in {\mathcal {F}}}가 주어지면, 지시함수
{\displaystyle \mathbf {1} _{A}\colon \Omega \rightarrow \mathbb {R} }은
{\displaystyle \omega \in A}일 때,{\displaystyle \mathbf {1} _{A}(\omega )=1} 이고, 그렇지 않으면 {\displaystyle \mathbf {1} _{A}(\omega )=0}이다
평균{\displaystyle \operatorname {E} (\mathbf {1} _{A}(\omega ))=\operatorname {P} (A)}
분산{\displaystyle \operatorname {Var} (\mathbf {1} _{A}(\omega ))=\operatorname {P} (A)(1-\operatorname {P} (A))}
공분산{\displaystyle \operatorname {Cov} (\mathbf {1} _{A}(\omega ),\mathbf {1} _{B}(\omega ))=\operatorname {P} (A\cap B)-\operatorname {P} (A)\operatorname {P} (B)}

## 재귀 이론에서 특성함수, 괴델과 클레이니의 표현 함수
쿠르트 괴델은 1934년에 논문 "On Undecidable Propositions of Formal Mathematical Systems"에서 표현 함수를 설명했다.(이 논문은 마틴 데이비스 (Martin Davis)의 The Undecidable의 pp. 41-74에 게재되어있다.)
"각각의 클래스 또는 관계 R의 표현 함수φ는 R(x1, . . ., xn)이면 φ(x1, . . ., xn) = 0이고, ~R(x1, . . ., xn)일 때는 φ(x1, . . ., xn) = 1이다." (p. 42; the "~" indicates logical inversion i.e. "NOT")
스티븐 클레이니 (1952) (p.  227)는 원시 재귀 함수의 내용 중에서 같은 정의를 논리가 거짓이면 1이고 참이면 0이 나오는 논리 P의 함수 φ를 제공했다.
예를 들어, 어떤 하나의 함수가 0이면 표현 함수의 곱은 φ1*φ2* . . . *φn = 0이기 때문에 논리연산 "또는"의 역할을 한다. 만약 φ1 = 0 이거나 φ2 = 0 이거나 . . . 이거나 φn = 0 이라면 그 곱은 0이다. 독자들이 보았을 때 논리적인 반전이라고 생각하는 것, 즉 표현 함수가 함수 R이 "참"일 때, 또는 "만족"할 때 0이 되는 점은 클레이니의 다음의 연산에서 중요한 역할을 한다:논리 연산 OR, AND, 그리고 IMPLY(p. 228) 제한- (p. 228) 과 무제한- (p. 279ff) 뮤 연산자들과 (Kleene (1952)) CASE 함수이다(p. 229).

## 퍼지 집합 이론에서 특성함수
고전 수학에서 집합의 특성함수는 집합의 원소이면 1, 아니면 0을 낸다. 퍼지 집합 이론에서 특성함수는 실수 구간 [0, 1]에서 반환하도록 일반화 되거나, 심지어 대수 또는 [[구조 (논리학}|구조]](보통 적어도 부분 순서 집합 또는 격자가 되어야 한다)에서 값을 반환하기도 한다. 이런 일반화된 특성함수는 대부분 멤버십 함수라고 하며, 해당 집합은 퍼지 집합이라고 한다. 퍼지집합은 "키가 크다", "덥다" 등과 같이 많은 실생활에서 쓰이는 서술어에 나타나는 회원 등급의 점진적인 변화를 모델링한다.

## 지시 함수의 미분
특정한 지시함수는 단위 계단 함수이다. 단위 계단 함수는 일 차원 양수 구간 [0, ∞)의 지시함수이다. 헤비사이드 계단 함수 H(x)의 분포 미분은 디랙 델타 함수와 같다:
{\displaystyle \delta (x)={\tfrac {dH(x)}{dx}},}
이것은 다음의 성질을 따른다:
{\displaystyle \int _{-\infty }^{\infty }f(x)\,\delta (x)dx=f(0).}
단위 계단 함수의 미분은 양의 절반 선에 의해 주어진 영역의 '경계'에서 '내부 정상 도함수'로 볼 수 있다. 고차원에서는 단위 계단 함수는 일부 정의역 D의 지시 함수로 일반화되는 반면, 도함수는 내부 정상 도함수로 자연스럽게 일반화된다. D의 표면을 S로 표현하면, 지시 함수의 내부 정상 도함수가 '표면 델타 함수'δS(x)를 발생 시킨다는 것을 알 수 있다.
{\displaystyle \delta _{S}(\mathbf {x} )=-\mathbf {n} _{x}\cdot \nabla _{x}\mathbf {1} _{\mathbf {x} \in D}}
여기서 n는 S의 바깥쪽 법선이다. 표면 델타 함수는 다음과 같은 특성을 가지고 있다:
{\displaystyle -\int _{\mathbf {R} ^{n}}f(\mathbf {x} )\,\mathbf {n} _{x}\cdot \nabla _{x}\mathbf {1} _{\mathbf {x} \in D}\;d^{n}\mathbf {x} =\oint _{S}\,f(\mathbf {\beta } )\;d^{n-1}\mathbf {\beta } .}
함수 f를 1로 두면서 지시 함수의 내부 정상 도함수는 표면적S의 수치적 수로 통합된다.

## 같이 보기
- 디랙 측도(en:Dirac measure)
- 라플라시안 표시기(en:Laplacian of the indicator)
- 디랙 델타 함수(en:Dirac delta)
- 확장 (술어 논리)(en:Extension (predicate logic))
- 자유변수와 유계 변수(en:Free variables and bound variables)
- 단위 계단 함수(en:Heaviside step function)
- 아이버슨 괄호(en:Iverson bracket)
- 크로네커 델타(en:Kronecker delta), 지시 함수와 동등 관계에 있다고 할 수 있는 함수이다.
- Macaulay 괄호(en:Macaulay brackets)
- 중복 집합(en:Multiset)
- 멤버십 함수(en:Membership function (mathematics))
- 단순 함수(en:Simple function)
- 가변수(en:Dummy variable (statistics))
- 통계적 분류(en:Statistical classification)
- 손실 함수(en:Zero-one loss function)

## 참고 문헌
- Folland, G.B.; Real Analysis: Modern Techniques and Their Applications, 2nd ed, John Wiley & Sons, Inc., 1999.
- Thomas H. Cormen, Charles E. Leiserson, Ronald L. Rivest, and Clifford Stein. Introduction to Algorithms, Second Edition. MIT Press and McGraw-Hill, 2001. ISBN 0-262-03293-7. Section 5.2: Indicator random variables, pp.94–99.
- Martin Davis ed. (1965), The Undecidable, Raven Press Books, Ltd., New York.
- Stephen Kleene, (1952), Introduction to Metamathematics, Wolters-Noordhoff Publishing and North Holland Publishing Company, Netherlands, Sixth Reprint with corrections 1971.
- George Boolos, John P. Burgess, Richard C. Jeffrey (2002), Cambridge University Press, Cambridge UK, ISBN 0-521-00758-5.
- Lotfi A. Zadeh, 1965, "Fuzzy sets". Information and Control 8: 338–353.
- Joseph Goguen, 1967, "L-fuzzy sets". Journal of Mathematical Analysis and Applications 18: 145–174